# Acropyga butteli
Acropyga butteli  (лат.) — вид мелких муравьёв рода Acropyga из подсемейства Formicinae. Юго-Восточная Азия (Индонезия, Тайвань, Малайзия).

## Описание
Усики 11-члениковые (у самцов усики состоят из 12 сегментов). Длина тела от 2,16 до 3,0 мм (самки — до 4,02 мм, самцы — до 2,73 мм). Жвалы широкие с 5 зубчиками. Основная окраска жёлтая. К нему близки виды Acropyga  inezae и Acropyga nipponensis. Имеют трофобиотическую связь с червецами (Pseudococcidae; муравьи разводят этих червецов как облигатных мирмекофилов-трофобионтов). Ранее (Terayama et al., 2002) указывалась связь с  Eumyrmococcus nipponensis, но предположительно это ошибка, так как этот вид ранее был замечен только в ассоциации с муравьями Acropyga nipponensis.
Вид был впервые описан в 1912 году швейцарским мирмекологом Огюстом Форелем (Forel, A., 1848—1925) и неоднократно переописан под другими именами (признанными сегодня в качестве синонимов). Видовое название дано в честь немецкого профессора Hugo von Buttel-Reepen (1860-1933), собравшего типовую серию в ходе своей экспедиции в Южную (Цейлон) и Юго-Восточную Азию (Малакка, Суматра) в 1911-1912 гг.